# Quintus Valerius Orca
Quintus Valerius Orca was een politicus en militair in de Romeinse Republiek.
Valerius was in 56 v.Chr. proconsul van de provincie Africa. Datzelfde jaar kwamen Caesar, Pompeius en Crassus samen in Luca om hun bondgenootschap te vernieuwen. Waarschijnlijk was Valerius hier ook bij aanwezig.
Tijdens de burgeroorlog tussen Pompeius en Caesar van 49 tot 45 v.Chr. werd hij door Caesar met een legioen naar Sardinië gestuurd, om het eiland op de aanhangers van Caesar te veroveren. Marcus Cotta, de gouverneur van het eiland, vluchtte naar Africa. Sardinië, belangrijk vanwege de graanteelt, kwam zonder gevecht in handen van Caesar.